# Zick Zack
«Zick Zack» (німецькою «Snip Snip» або «Zig Zag») — пісня німецького індастріал-метал гурту Rammstein. Він був випущений 7 квітня 2022 року як другий сингл з їхнього восьмого альбому Zeit. Пісня стала четвертим синглом No 1 Rammstein у Німеччині після Zeit.

## Зміст
«Zick Zack»- це пісня про косметичні операції та зростаюче бажання потребувати операції, щоб зберегти молодість і зберегти прийнятний вигляд з віком.

## Музичне відео
Відео зображує учасників групи, які виступають перед невеликою аудиторією літніх шанувальниць, вдягнутих в стереотипні костюми хейр-метал групи 80-х, виконуючи пісню в комплекті з перев'язаними шоу-дівчатами, які виступають косметологами групи за лаштунками. Всі учасники гурту з'являються в характері як такі, що перенесли різні косметичні операції або використовували протезування, щоб перебільшити свою зовнішність, від Крістофа Шнайдера, який носив іграшку, щоб приховати своє облисіння, Пола Ландерса з зубними протезами, Річарда Круспе в силіконовій шести упаковці, до татуювання Олівера Ріделя бородою на обличчі.
Персонаж Ліндеманна виглядає сильно ботоксованим, і протягом відео його обличчя починає провисати, коли він виконує пісню, це змушує його та персонажа Флейка Лоренца покинути сцену. Ліндеманн йде на крайні заходи і намагається зібрати своє наповнене ботоксом обличчя за допомогою степлера та скотча.
Наприкінці після того, як Тілль покинув сцену, кіт з'їв ліпосакцію, до жаху налякавши одну жінку.
Відео записано в Teatr Sabat Małgorzaty Potockiej у Варшаві, Польща та в лікарні Tworkowski в Творках, Польща.

## Просування
У рамках просування синглу Rammstein 1 квітня 2022 року випустили прес-реліз, де оголосили, що група інвестувала в клініку краси в берлінському районі Мітте. У тепер видаленому дописі в заяві для преси йдеться:
«Ми раді розкрити добре збережену таємницю сьогодні та оголосити про наші інвестиції на ранній стадії в передову компанію: клініку краси Zick Zack у Берліні… Rammstein дуже схвильовані, що цей проект нарешті запрацює. „Красивіше, більше, складніше“ — станьте найкращою версією себе! Записатися на прийом буде найближчим часом!»
Публікації в соціальних мережах, що зображують гурт таким, яким вони виглядали у кліпі на пісню, почали завантажуватися з 3 квітня 2022 року, рекламуючи клініку краси Зіка Зака з підробленим номером телефону та фальшивими рекламними гаслами (насправді текстом пісні). Прем'єра музичного відео відбулася о 18:00 на офіційному сайті Rammstein.

Як подальше просування Rammstein випустили CD-сингл з ексклюзивним обмеженим тиражем журналу, який містив зображення гурту з музичного відео

## Чарти
| Чарт (2022)                             | Найвища позиція |
| --------------------------------------- | --------------- |
| Австрія (Ö3 Austria Top 75)             | 8               |
| Чехія (Singles Digitál Top 100)         | 41              |
| Фінляндія (Suomen virallinen lista)     | 20              |
| Німеччина (Media Control AG)            | 1               |
| Угорщина (Single Top 40)                | 13              |
| Netherlands (Single Tip)                | 2               |
| Slovakia (Singles Digitál Top 100)      | 97              |
| Sweden (Sverigetopplistan)              | 62              |
| Швейцарія (Media Control AG)            | 11              |
| US World Digital Song Sales (Billboard) | 4               |

| Чарт (2022)                      | Позиція |
| -------------------------------- | ------- |
| Germany (Official German Charts) | 84      |